# Вершина гори Великий Камінь
Верши́на гори́ Вели́кий Ка́мінь — геологічна пам'ятка природи місцевого значення в Україні. Розташована в межах Тячівського району Закарпатської області, на захід від центральної частини села Широкий Луг. 
Площа 5 га. Статус надано згідно з рішенням облвиконкому від 23.10.1984 року № 253 (увійшла до складу Карпатського біосферного заповідника згідно з рішенням від 30.05.1990 року № 119). Перебуває у віданні Карпатського біосферного заповідника. 
Статус надано з метою збереження унікальних вапнякових скель з викопними рештками організмів. 
Входить до складу Карпатського біосферного заповідника.